# Tupaia de l'Índia
La tupaia de l'Índia (Anathana ellioti) és una espècie de tupaia que viu als boscos de l'Índia, al sud del riu Ganges. És l'única espècie del gènere Anathana. S'han descrit tres subespècies: A. e. ellioti, A. e. pallida i A. e. wroughtoni. Fou anomenada en honor del naturalista escocès Walter Elliot.

Postura de descans típica de la tupaia de l'Índia